# Konstantin Khanin
Konstantin "Kostya" Mikhailovich Khanin (em russo:  Константин Михайлович Ханин) é um matemático russo.
Khanin obteve um doutorado no Instituto Landau de Física Teórica em Moscou, onde continuou a trabalhar como pesquisador associado até 1994. Lecionou depois na Universidade de Princeton, no Instituto Isaac Newton em Cambridge e na Universidade Heriot-Watt, antes de ingressar na Universidade de Toronto.
Khanin foi palestrante convidado no Congresso Europeu de Matemática em Barcelona em 2000. Foi fellow da Simons Foundation em 2013. Ocupou a Cátedra Jean-Morlet do Centre International de Rencontres Mathématiques em 2017. Foi palestrante convidado do Congresso Internacional de Matemáticos no Rio de Janeiro (2018).

## Publicações selecionadas
- com Weinan E, A. Mazel, Ya. Sinai: Invariant measures for Burgers equation with stochastic forcing, Annals of Mathematics, Volume 151, 2000, p. 877–960, Arxiv
- com B. Fayad: Smooth linearization of commuting circle diffeomorphisms, Annals of Mathematics, Volume 170, 2009, p. 961–980, Arxiv
- com A. Teplinsky: Herman's Theory Revisited, Invent. Math., Volume 178, 2009, p. 333–344, Arxiv
- com  J. Lopes Dias, Jens Marklof: Multidimensional continued fractions, dynamical renormalization and KAM theory, Commun. Math. Phys., Volume 270, 2007, p. 197–231, Arxiv
- com J. Bec, R. Iturriaga:  Topological shocks in Burgers turbulence, Phys. Rev. Lett., Volume 89, 2002, p. 024501, Arxiv
- com B.R. Hunt,  Y.G. Sinai, J.A. Yorke: Fractal properties of critical invariant curves, J. Stat. Phys., Volume 85, 1996, p. 261–276.
- com Sinai: The renormalization group method and Kolmogorov-Arnolʹd-Moser theory, in: Advanced Series in Nonlinear Dynamics, Volume 1, Sinai (Ed.), Dynamical Systems, World Scientific, 1991, p. 541–566
- com Sinai: Renormalization group method in the theory of dynamical systems, Int. J. Mod. Phys. B, Volume 2, 1988, p. 147–165
- com Sinai: A new proof of M. Herman's theorem, Commun. Math. Phys., Volume 112, 1987, p. 89–101
- com I.M. Khalatnikov, E.M. Lifshitz, L.N. Shchur, Ya.G. Sinai: On the stochasticity in relativistic cosmology, J. Stat. Phys., Volume 38, 1985, p. 97–114
- com I.M. Khalatnikov, E.M. Lifshitz, L.N. Shchur, Ya.G. Sinai: On the stochastic properties of relativistic cosmological models near the singularity, In: B. Bertotti, F. de Felice, A. Pascolini, General Relativity and Gravitation, Reidel 1984, p. 343–349
- com E. B. Vul, Ya.G. Sinai: Feigenbaum universality and the thermodynamic formalism, Russ. Math. Surv., Volume 39, 1984, p. 1–40 (também em Sinai: Dynamical Systems, World Scientific 1991)
- com E. B. Vul: The unstable separatrix of Feigenbaum's fixed-point, Russ. Math. Surv., Volume 37, 1982, p. 200–201
- com V.V. Anshelevich, Ya.G. Sinai: Symmetric random walks in random environments, Commun. Math. Phys., Volume 85, 1982, p. 449–470.
- com Sinai:  Existence of free energy for models with long-range random Hamiltonians, J. Stat. Phys., Volume 20, 1979, p. 573–584